# Skien
Skien er en by og kommune i Vestfold og Telemark fylke i Norge. Også kaldet Dramatikernes by. Den er også fylkets administrationscenter og største by. Skien grænser i nord til Sauherad og Kongsberg, i øst til Siljan, i syd til Porsgrunn og Bamble, og i vest til Drangedal og Nome, og er en del af det område som hedder Grenland.
Skien er Norges 6. største by. Skien kommune omfatter 779 km², hvoraf ca. 479 km² er skovareal, 46 km² jordbrugsareal og 57 km² ferskvand. Resterende 197 km² er byområder, boligområder og industriområder. Byen er en af Norges ældste og har rødder tilbage til år 900. Byen har kortbaneflyplads, Skien Lufthavn, Geiteryggen, få kilometer udenfor bykernen, som har forbindelse til Bergen, Stavanger, Molde og Stockholm. Togforbindelse til Oslo Centralstation.
Den kendte forfatter Henrik Ibsen var født i Skien.
Skien er en af de byer i Norge, der har været ramt af flest brande, næsten alle i 1800-tallet.
Statistisk sentralbyrå (SSB) definerer kommunerne Porsgrunn og Skien som et sammenhængende byområde, og dette har tilsammen 85.408 indbyggere per 1. januar 2006. SSB regner Skien/Porsgrunn som landets 7. største byområde.

## Byer i Skien Kommune
- Skien by: 45,790
- Gulset: 13.000
- Klyve og Solum: 10.540.
- Gjerpen: 6.549

## Geografi
Højeste bjerg: Skårråfjellet 814 moh
Største sø: Norsjø

## Personer fra Skien
- Gregorius Dagsson († 1161), lendmann[2][3]
- Severin Løvenskiold († 1856), politiker, eidsvollsmand, norsk statsminister i Stockholm
- Henrik Ibsen († 1906)
- Gunnar Knudsen, († 1928), politiker, statsminister
- Hjalmar Johansen	(† 1863), polarudforsker
- Peter Andreas Munch († 1863), historiker, voksede op i Gjerpen (i Skien)
- Sverre Løberg, politiker, modstandsmand, stortingsmand († 1976)
- Tor Åge Bringsværd (1939–), forfatter
- Bjørn Tore Godal	(1945–), politiker, regeringsmedlem
- Karin Moe (1945-), forfatter[4]
- Jon Fredrik Baksaas (1954–), forretningsmand[5]

## Venskabsby i Danmark
Thisted i Danmark er Skiens venskabsby

## Galleri
- Skien centrum set fra havnen og havneparken
- Skien kirke på toppen af centrum
- Rådhuset i Skien